# Anjou (történelmi régió)

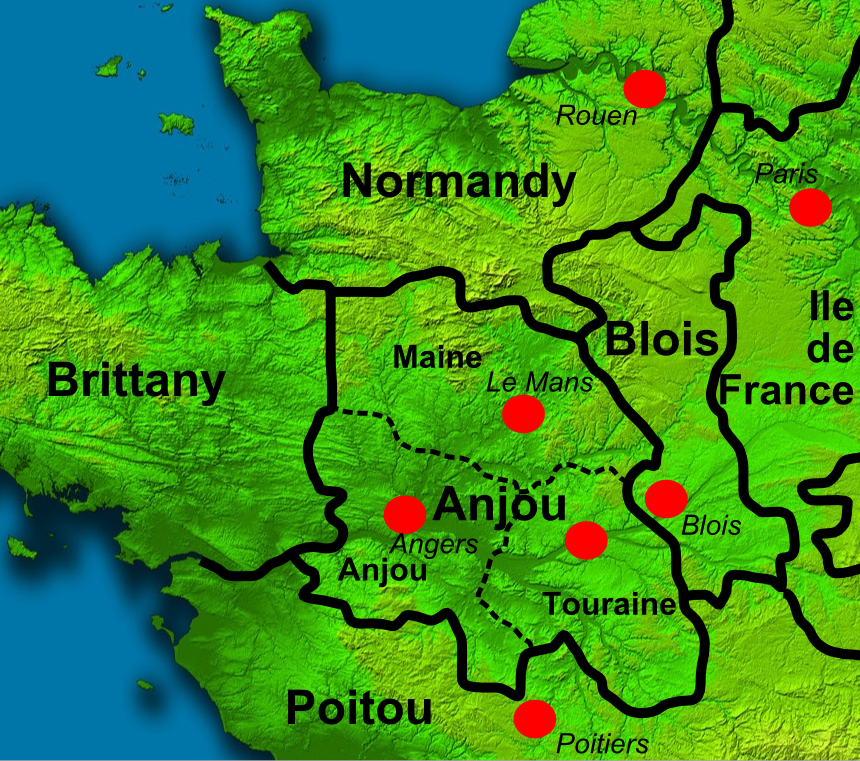
Északnyugat-Franciaország az 1090-es években, Anjou, Maine és Touraine egyesítése után

Anjou (ejtsd: anzsú) Nyugat-Franciaország egykori történelmi régiója, neve az ókori andecavius gallok népétől származik. A terület központja Angers, amely a modern Maine-et-Loire megye székhelye; másik történelmi nagyvárosa Saumur, jelenlegi második legnépesebb városa Cholet. A történelmi régió (grófság) területe nagyobb volt a mai megyéénél: egyes részei Sarthe, Mayenne, Vienne, Indre-et-Loire és Deux-Sèvres megyékhez kerültek, egyetlen községe pedig a mai Loire-Atlantique megyéhez.
Határa a Loire mentén húzódott két Ingrandes nevű település között: Ingrandes-de-Touraine keleten Touraine, a másik Ingrandes pedig nyugaton Bretagne határán épült.

## Története

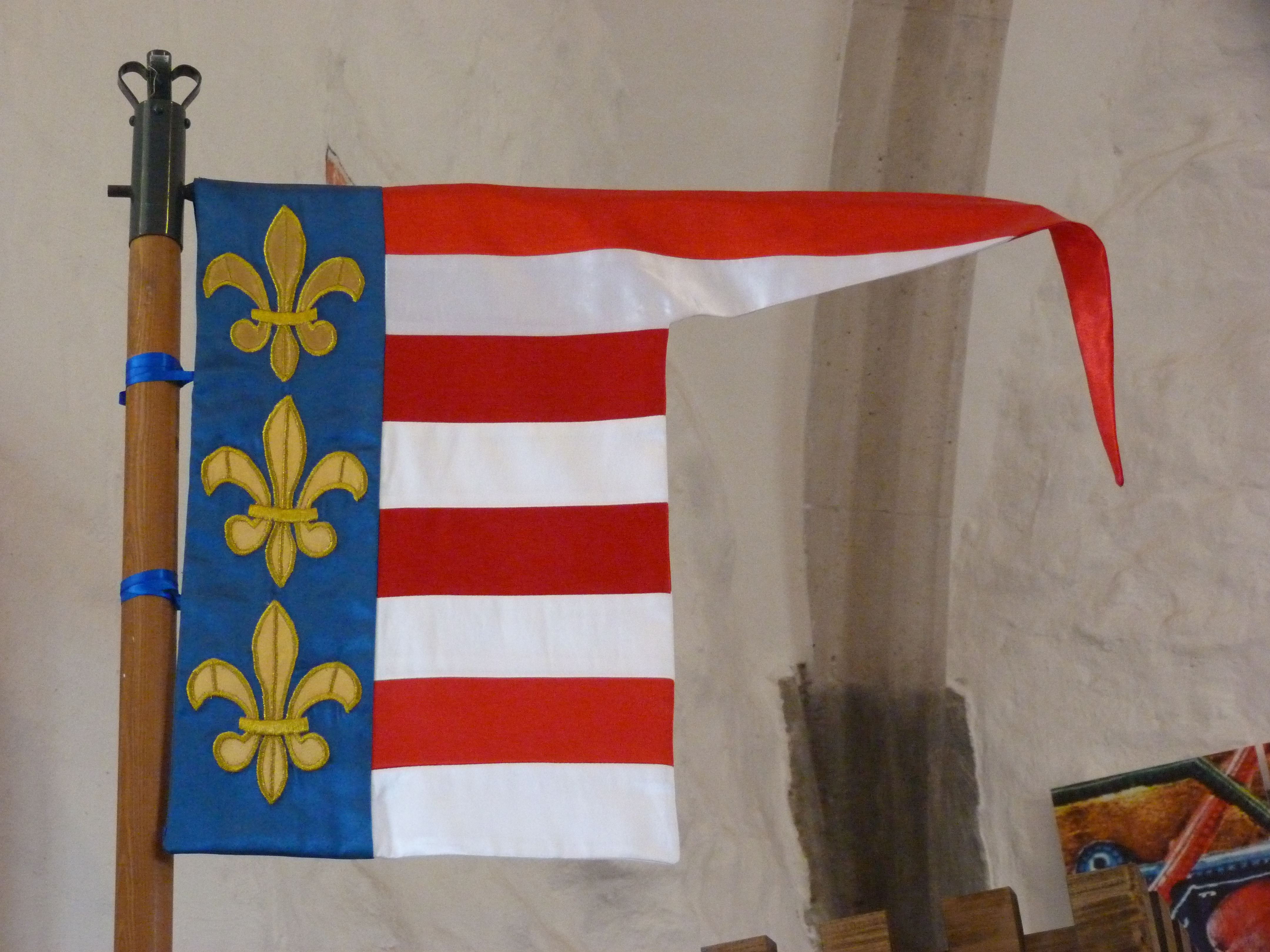
Anjou kori zászló

Önálló története 864-ben kezdődött, amikor grófsággá szervezték, 1360-ban hercegség lett.
1110-ben V. Fulkó a szomszédos Maine grófság örökösnőjét (I. Éliás gróf Eremburga nevű lányát) vette feleségül, és ezzel a gyakorlatban újraegyesítette a két grófságot: ettől fogva Anjou és Maine grófja mindig ugyanaz a személy volt.
1154. december 19-én V. Gottfried gróf fiaként II. Henrik lépett az angol trónra, és ezzel Anjou angol koronabirtok lett. 1199-ben Földnélküli János angol király formálisan unokaöccsét, az akkor 12 éves Artúrt tette gróffá, ő azonban 1203}-ban meghalt, és ezzel  a grófság visszaszállt az angol koronára. Nem sokáig, mert 1204-ben  II. Fülöp Ágost francia király elfoglalta Normandiát és vele Anjou-t is. János 1214-ben megpróbálta visszafoglalni az elvesztett területeket, de szövetségesei a bouvines-i csatában döntő vereséget szenvedtek.
Oroszlán Lajos francia király a grófságot fiának, János Trisztánnak szánta, ő azonban 13 évesen meghalt és ezért a két grófságot a hatodik fiú, az erről az örökségéről Anjou Károlynak nevezett Károly, a későbbi I. Károly szicíliai király, a III. Anjou-ház alapítója kapta meg.
1325-ben Fülöp gróf VI. Fülöp néven a francia trónra lépett, majd 1328-ban megszüntette és a koronabirtokok közé sorolta korábbi grófságait.
1351-ben II. (Jó) János francia király másodszülött gyermekét, Lajos nevezte ki grófnak, majd 1360-ban Anjou-t hercegséggé minősítette át úgy, hogy Main továbbra is grófság maradt.
1481-ben  XI. Lajos  király végleg egyesítette Anjou-t, Maine-t és Provence-ot a koronabirtokokkal. Ezután – apanázsként – a francia királyi házak (Valois-ház, Bourbon-ház) egyes tagjai viselték az üres címmé vált „Anjou hercege” titulust. Megkapta a címet többek között:
- (trónra lépéséig) III. Henrik francia király (*1551 - †1589),
- III. Henrik öccse, Ferenc alençoni herceg (*1555 - †1584) és
- a későbbi V. Fülöp spanyol király (*1683 - †1746).